# White Willow
White Willow is een band uit Noorwegen, die muziek maakt in het genre symfonische rock, gelardeerd met stijlelementen uit de folkrock en gothic rock.
De muziek en teksten zijn zonder meer symfonische rock; de balans neigt daarnaast de ene keer naar folkrock; een andere keer naar Gothic Rock. Daarbij is de gothic rock niet zo hevig aanwezig als bijvoorbeeld Within Temptation met gedragen stemmen, maar meer naar mysterieuze klanken. De zangeres van tijdens de oprichting, Sylvia Erichsen, is bij album (5) vervangen, de sfeer van dat album is enigszins vrolijker dan de eerste vier albums zonder daarin door te schieten. 
De belangrijkste muzikant van de band is Jacob Holm-Lupo, die een groot deel van de muziek en teksten voor zijn rekening neemt.

## discografie
- (1995) : Ignis fatuus;
- (1998) : Ex tenebris;
- (2000) : Sacrament ;
- (2004) : Storm season ;
- (2006) : Signal to Noise ;
- (2011) : Terminal twilight ;
- (2017) : Future hopes.